# Crozon-sur-Vauvre
Crozon-sur-Vauvre é uma comuna francesa na região administrativa do Centro, no departamento Indre. Estende-se por uma área de 28,13 km². Em 2010 a comuna tinha 345 habitantes (densidade: 12,3 hab./km²).